# Bertrand Tavernier
Bertrand Tavernier (ur. 25 kwietnia 1941 w Lyonie, zm. 25 marca 2021 w Sainte-Maxime) – francuski reżyser, scenarzysta i producent filmowy, a w młodości również krytyk filmowy.
Współpracował z wieloma czasopismami filmowymi, w latach 60. związał się z grupą Cahiers du cinéma. Był współzałożycielem kina studyjnego Nickel-Odéon w Paryżu. Tworzył kameralne dramaty psychologiczne, filmy społeczno-obyczajowe, fantastyczne, „płaszcza i szpady”, pisał scenariusze. Do jego ważniejszych filmów należą Zegarmistrz od świętego Pawła (1974, na podstawie powieści Simenona), Niech się zacznie zabawa (1975, nagrodzony Cezarem w 1976), Sędzia i zabójca (1976), Śmierć na żywo (1979, na podstawie powieści Comptona), Niedziela na wsi (1984), Around Midnight (1985, nagrodzony Oscarem w 1986), L. 627 (1992), Przynęta (1994) i Córka d’Artagnana (1995), Kapitan Conan (1996), Księżniczka Montpensier (2010, na podstawie opowiadania Madame de La Fayette). Tworzył również filmy dokumentalne i zajmował się reklamą oraz publicystyką.
Zmarł 25 marca 2021 roku z powodu zapalenia trzustki, z którym zmagał się od kilku lat.